# گرایتشن بای بورگل
گرایتشن بای بورگل (به آلمانی: Graitschen bei Bürgel) یک شهر در آلمان است که در تورینگن واقع شده‌است. گرایتشن بای بورگل ۴۰۰ نفر جمعیت دارد.